# ISO 14000
ISO 14000 是一套系列的環境管理相關標準，旨在幫助組織 (a) 最大限度地減少其運營（流程等）對環境的負面影響（即對空氣、水或土地造成不利變化）； (b) 遵守適用的法律、法規和其他以環境為導向的要求； (c) 在上述方面不斷改進。
ISO 14000 與 ISO 9000 品質管理系統相似，兩者都與產品的生產過程有關，而不是與產品本身有關。與 ISO 9001 一樣，認證由第三方組織執行，並不是由 ISO 直接授予。執行審核時適用 ISO 19011 和 ISO 17021 審核標準。
ISO 14001 的要求是歐盟生態管理和審計計劃 (EMAS) 的組成部分。 EMAS 的結構和材料要求更高，主要涉及績效改進、法律合規和報告職責。 ISO 14001 的當前版本是 ISO 14001:2015，於 2015 年 9 月發布。

## 資料來源
1. ↑  . www.iso.org. ISO.   [2018-10-10]. （原始内容存档于2019-04-12）.
2. ↑   (PDF). Office of the German EMAS Advisory Board. August 2014  [2017-11-29]. （原始内容存档 (PDF)于2017-12-15）.
3. ↑  Naden, C. . International Organization for Standardization. 2015-09-15  [2017-11-29]. （原始内容存档于2017-12-01）.